# Fredericellidae
Fredericellidae is een familie van mosdiertjes uit de orde Plumatellida en de klasse Phylactolaemata.

## Geslacht
- Fredericella Gervais, 1838
- Internectella Gruncharova, 1971